# Gare de Hebden Bridge
La gare de Hebden Bridge est une gare ferroviaire du Royaume-Uni, située sur le territoire de la ville de Hebden Bridge, dans le  Yorkshire de l'Ouest en Angleterre. 
Les services à partir de Hebden Bridge sont opérés par Northern Rail.